# Hôpital Ambroise-Paré (Marseille)
Ne doit pas être confondu avec Hôpital Ambroise-Paré (Boulogne-Billancourt).
Les hôpitaux Ambroise-Paré-et-Paul-Desbief sont les établissements fondateurs de l'Hôpital européen de Marseille.
Établissement de santé non lucratif, la fondation Hôpital-Ambroise-Paré a été reconnue d’utilité publique en 1875. Depuis lors, sa mission a été d’offrir à la population desservie une gamme complète de soins avec une exigence constante de qualité. La direction de l'établissement et son conseil d'administration se sont rapprochés de l'hôpital Paul-Desbief depuis 2004 pour travailler ensemble à la réalisation d'un nouvel hôpital pour la ville, l'Hôpital européen.
Le 6 septembre 2013, l'hôpital Ambroise-Paré a définitivement fermé ses portes pour aller s'installer au 6, rue Désirée-Clary dans le 3e arrondissement de la ville à l'Hôpital européen Marseille.